# Dorfkirche Markee

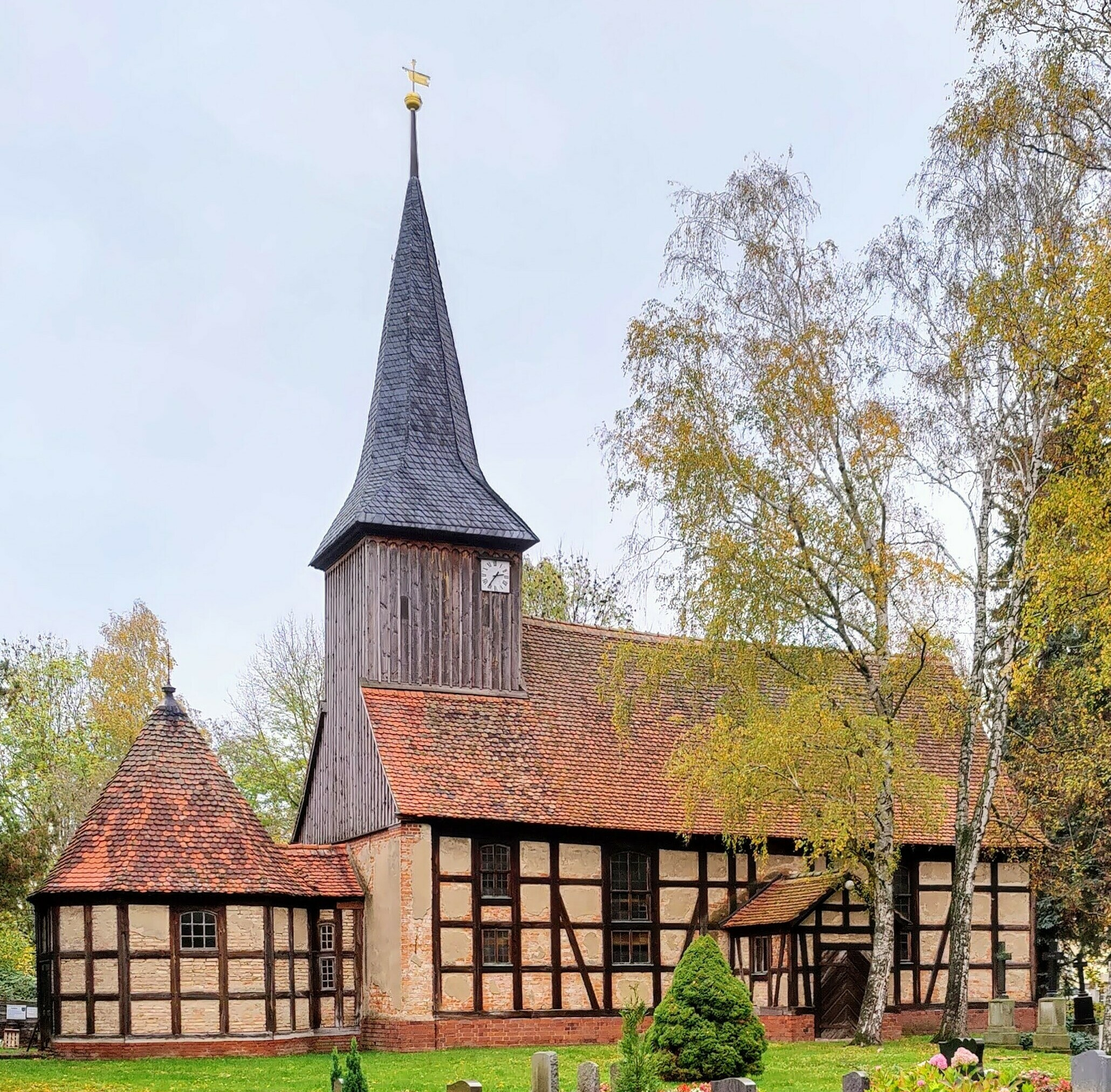
Dorfkirche Markee

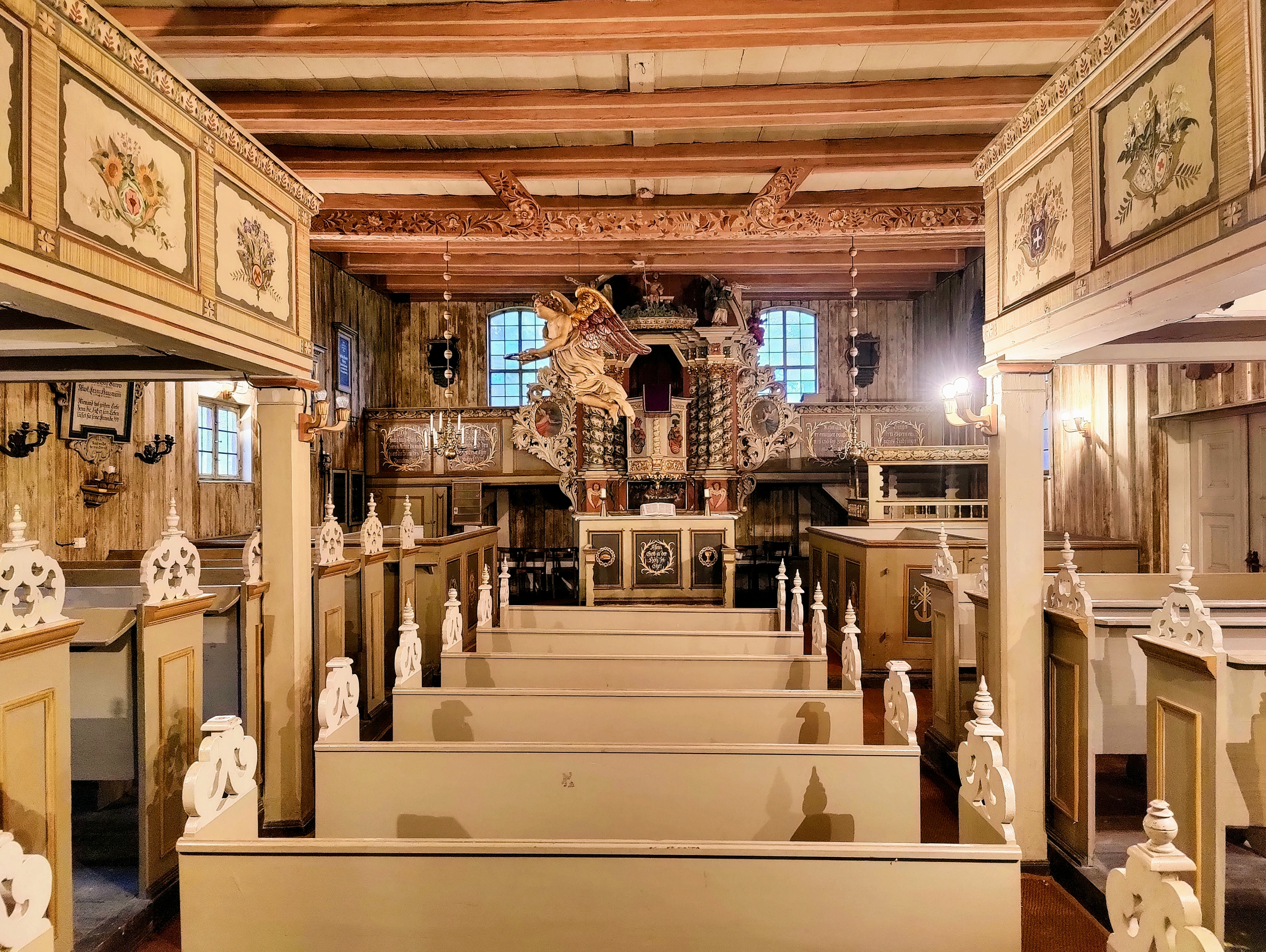
Innenraum (2022)

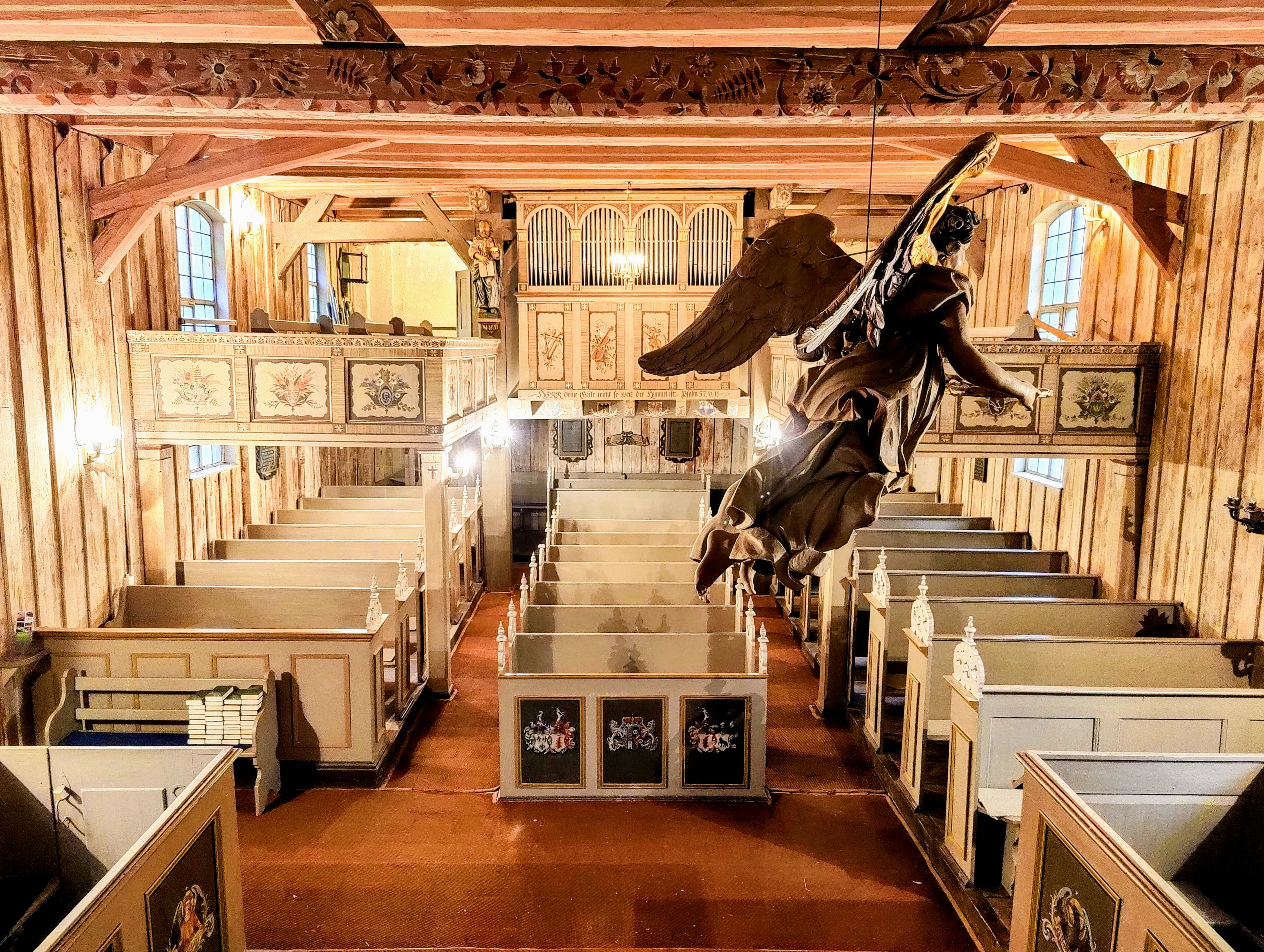
Blick zur Orgel

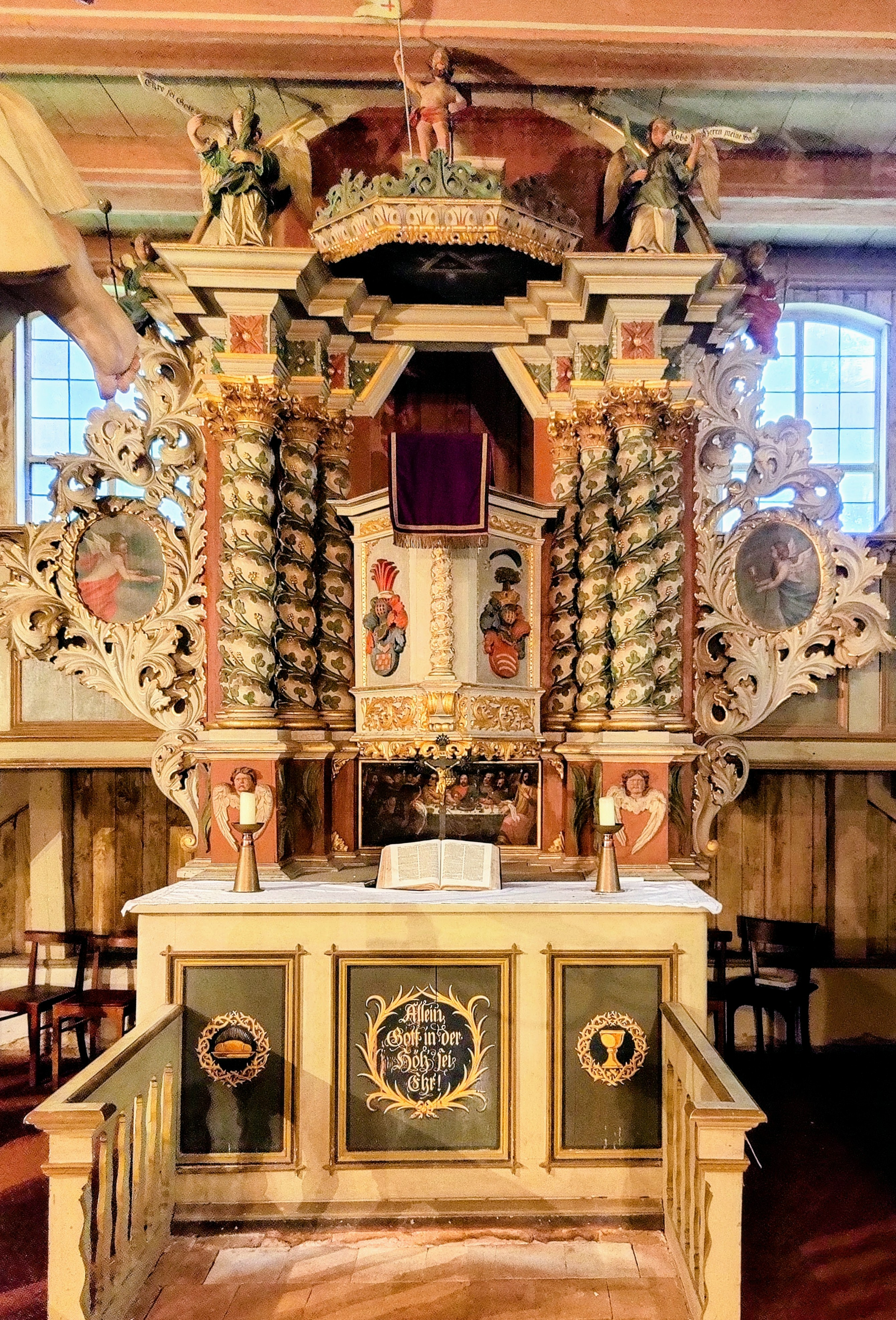
Kanzelaltar

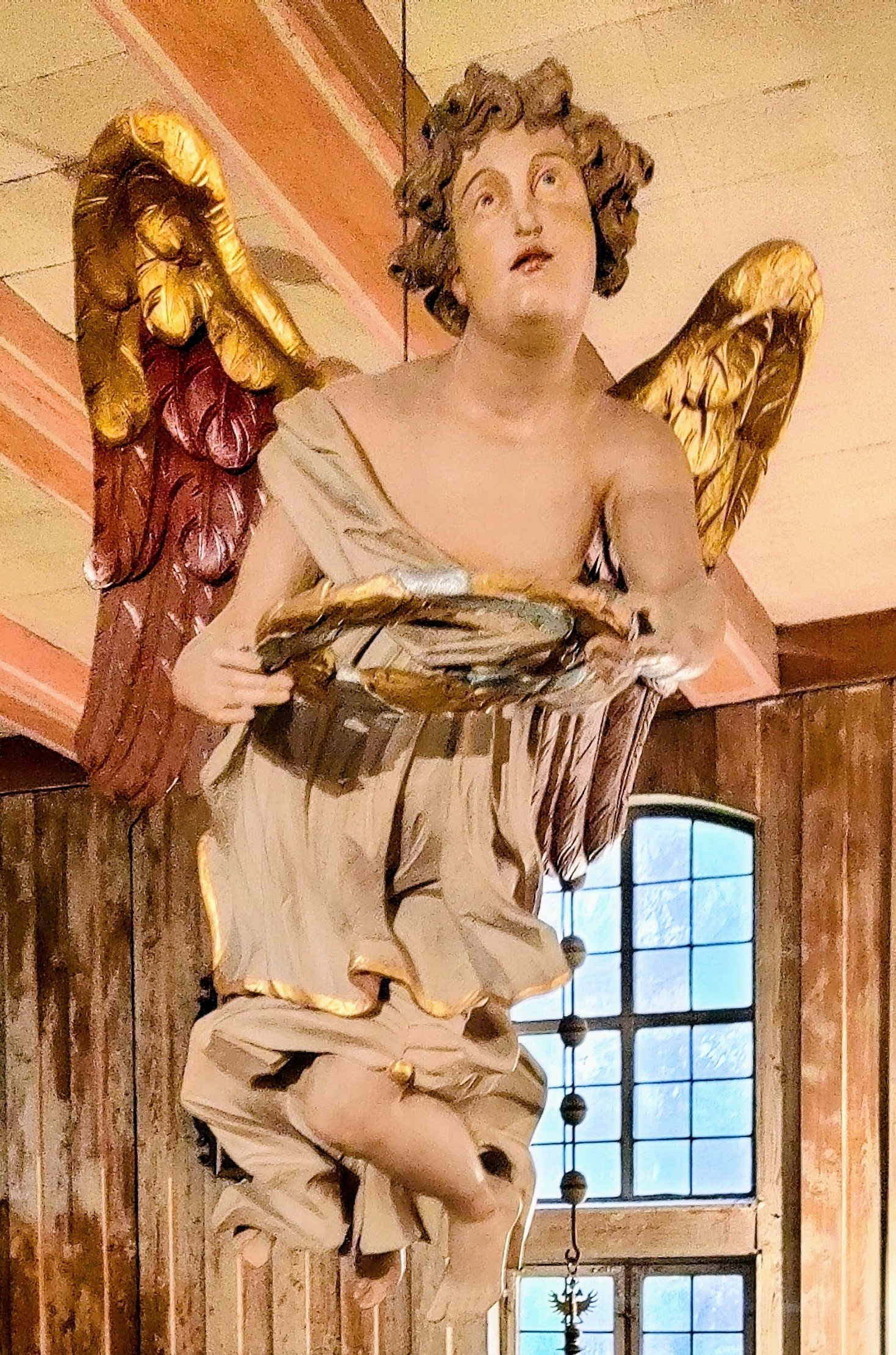
Taufengel

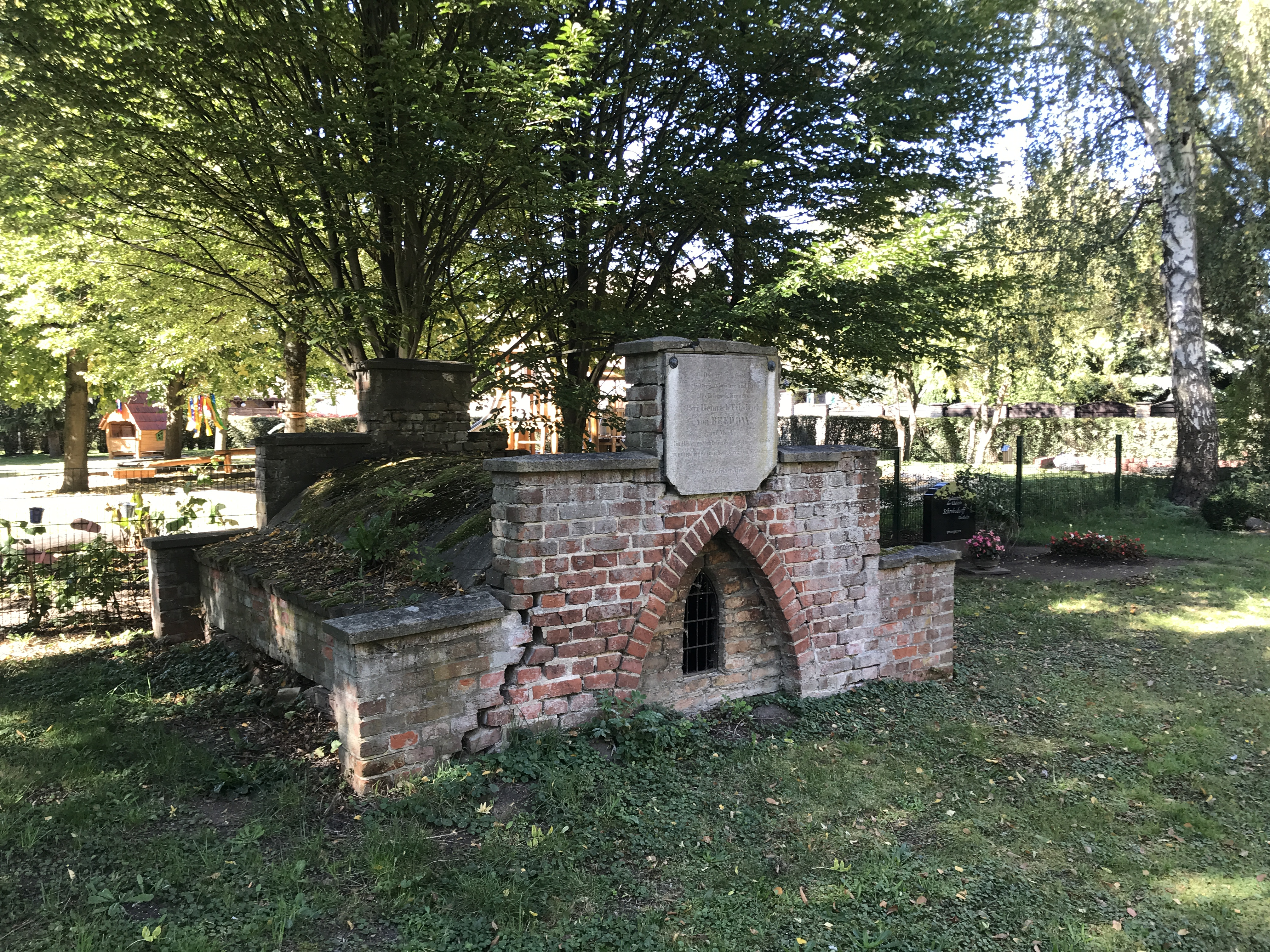
Grab derer von Bredow

Die evangelische Dorfkirche Markee (auch Christuskirche Markee genannt) ist eine Fachwerkkirche aus dem Jahr 1697 in Markee, einem Ortsteil der Stadt Nauen im Landkreis Havelland im Land Brandenburg. Die Kirchengemeinde gehört zum Kirchenkreis Nauen-Rathenow der Evangelischen Kirche Berlin-Brandenburg-schlesische Oberlausitz.

## Lage
Die Markeer Hauptstraße führt von Norden kommend in südlicher Richtung S-förmig durch den Ort. Im historischen Dorfzentrum steht die Kirche westlich der Straße auf einem Grundstück mit einem Kirchfriedhof, der mit einem Zaun eingefriedet ist.

## Geschichte
Eine ältere Kirche in Markee wurde im Dreißigjährigen Krieg zerstört. Ehrenreich von Bredow vom Domstift Brandenburg erwarb im Jahr 1659 das Kirchenpatronat über Markau und Markee. Er ließ im Jahr 1697 eine Fachwerkkirche errichten, die 1704 um eine Empore und 1747 um einen Dachturm erweitert wurde. Im Jahr 1866 entstand im westlichen Bereich des Kirchfriedhofs eine Gruft für Heinrich Friedrich von Bredow.
Von 1933 bis 1935 wurde die Kirche umgebaut und von Robert Sandfort ausgemalt. Zur Einweihung stiftete die Freiwillige Feuerwehr einen Kronleuchter. 1937 entstand an der westlichen Seite des Bauwerks eine achteckige Grabkapelle.

## Baubeschreibung
Das Bauwerk entstand aus Fachwerk, bei der das Gefach aus Holz und die Ausfachung aus rötlichen Mauerstein besteht, die anschließend verputzt wurden. Das Kirchenschiff hat einen rechteckigen Grundriss. An seiner Ostseite sind im unteren Bereich zwei bienenkorbförmige Fenster. Im Giebel ist mittig zunächst ein hochrechteckiges Fenster, darüber ein weiteres bienenkorbförmiges Fenster sowie darüber eine kleine Pforte. An der Nordseite sind lediglich zwei große Fenster, während an der Südseite zwischen den ebenfalls vorhandenen Fenstern ein kleiner, rechteckiger Vorbau steht. Nach Westen hin sind zwei kleine, übereinander angeordnete Fenster. Die Westwand ist fensterlos. Allerdings befindet sich nach Westen hin ein ungewöhnlicher Anbau in Form einer achteckigen Grabkapelle. Sie kann von Westen her betreten werden und besitzt an der Nord- und Südseite je ein kleines Fenster.
Oberhalb des Kirchenschiffs erhebt sich ein verbretterter Kirchturm mit je einer Turmuhr, die im östlichen Bereich an der Nord- und Südseite angebracht wurde. Oberhalb ist ein achtfach geknickter Turmhelm, der mit Turmkugel und Wetterfahne abschließt.

## Ausstattung
Der barocke, zweiseitige Kanzelaltar ist über Eck gestellt und stammt aus der Zeit um 1700. Er ist mit geschnitzten Wappen verziert. Das Altarretabel zeigt in der Predella das Abendmahl Jesu. Es stammt, wie auch die beiden Apostelfiguren Petrus und Paulus aus einem Vorgängerbau. Oberhalb ist zwischen mehreren Säulen der mit Fruchtgehängen verzierte Kanzelkorb, seitlich Akanthuswangen und Knorpelwerk. Oberhalb ist ein Schalldeckel mit dem Christusmonogramm. Da die flache Balkendecke des Bauwerks zur Kanzel hin flacher wird, musste eine Jesusfigur, die ursprünglich mit einer Weltkugel auf dem Schalldeckel angebracht war, auf einen niedrigeren Vorbau ausweichen. Die Ausstattung wurde 1854 vom Nauener Maler C. Krüger erneuert und von Robert Sandfort im Zuge der Renovierungsarbeiten in den Jahren 1933 bis 1937 erneut ausgemalt.
Zur weiteren Kirchenausstattung gehört ein Taufengel aus dem Anfang des 18. Jahrhunderts. Der mit rund 1,80 m lebensgroße Engel hält mit beiden Händen einen flachen Lorbeerkranz. Er wird durch eine Taufschale aus Messing aus der Zeit um 1900 ergänzt. Sie trägt die Inschrift: „Wer da glaubet und getauft wird der wird selig werden EV. Marc 16.16.“. Sein Gewand ist zweiteilig und besitzt am Oberteil einen goldenen Saum. Der Taufengel wurde um 1900 auf dem Dachboden der Kirche gefunden und in der Werkstatt des Märkischen Museums in Berlin um 1910 restauriert. Im Zuge der Neufassung des Altars im Jahr 1935 wurde auch der Engel farblich abgestimmt. Im Jahr 1996 stürzte der Engel ab und wurde überarbeitet. Auf der Empore steht eine Orgel, die Wilhelm Heerwagen im Jahr 1868 schuf. Das Instrument besitzt zehn Register auf einem Manual und Pedal, ist allerdings seit Jahrzehnten unspielbar.
Auf dem Friedhof befindet sich die Gruft für den 1866 verstorbenen Rittergutsbesitzer Heinrich Friedrich von Bredow. Auf der Gedenktafel steht die Inschrift: „Hier ruht in Gott der Rittergutsbesitzer und Ritter des Eisernen Kreuzes, Herr Heinrich Friedrich von Bredow auf Markee, entschlafen den 9. August 1866 in einem segensreichen Alter von 69 Jahren, Friede seiner Asche!“. Südöstlich des Bauwerks steht das Grabmal des 1917 verstorbenen Gutsbesitzers Wilhelm Schrobsdorff.